# Georgi Slavkov
Georgi Slavkov (en búlgar: Георги Славков) (Musomishta, a prop de Gotse Dèltxev, 11 de setembre de 1958 - Musomishta, 21 de gener de 2014) va ser un futbolista búlgar.
A Bulgària defensà els colors del Botev Plovdiv on marcà 61 gols en 112 entre els anys 1976 i 1982. El 1981 guanya el trofeu de France Football Bota d'Or al màxim golejador del futbol europeu. Entre 1982 i 1986 jugà al CSKA Sofia on marcà 48 gols. El 1986 fou transferit a l'AS Saint-Étienne francès. Acabà la seva carrera a Portugal el 1992.
Amb la selecció búlgara, entre el 1978 i 1984, jugà 30 partits en què marcà 11 gols.
Va morir d'un atac de cor als 55 anys.

## Palmarès

### CSKA Sofia
- Lliga búlgara: 1983
- Copa búlgara: 1983, 1985
- Copa de l'exèrcit soviètic: 1985, 1986

### Individual
- Bota d'Or: 1981